# Spanien i olympiska sommarspelen 1976
Spanien deltog i de olympiska sommarspelen 1976 med en trupp bestående av 113 deltagare, 103 män och tio kvinnor, vilka deltog i 68 tävlingar i 14 sporter. Totalt vann de två silvermedaljer.

## Medaljer

### Silver
- José María Esteban, José Ramón López, Herminio Menéndez och Luis Gregorio Ramos - Kanotsport, Herrarnas K-4 1000 m
- Antonio Gorostegui och Pedro Millet - Segling, 470

## Boxning
Lätt flugvikt
- Enrique Rodríguez
  - Första omgången – Förlorade mot Serdamba Batsuk (MGL), RSC-3

Flugvikt
- Vicente Rodríguez
  - Första omgången – Bye
  - Andra omgången – Besegrade Mbarek Zarrougui (MAR), RSC-2
  - Tredje omgången – Förlorade mot Jong Jo-Ung (PRK), 2:3

Bantamvikt
- Juan Francisco Rodríguez
  - Första omgången – Bye
  - Andra omgången – Förlorade mot Charles Mooney (USA), 1:4

Lättvikt
- Antonio Rubio
  - Första omgången – Bye
  - Andra omgången – Förlorade mot Reinaldo Valiente (CUB), 0:5

Lätt weltervikt
- José Manuel Gómet
  - Första omgången – Förlorade mot Narong Boonfuang (THA), KO-1

## Cykling
Herrarnas linjelopp
- Bernardo Alfonsel — 4:47:27 (→ 10:e plats)
- Rafael Ladrón — 4:49:01 (→ 32:a plats)
- Juan José Moral — 4:49:01 (→ 33:e plats)
- Paulino Martínez — fullföljde inte (→ ingen placering)

## Fotboll
Herrar
Gruppspel
| Nr | Lag         | S | V | O | F | GM | IM | MS | P |
| -- | ----------- | - | - | - | - | -- | -- | -- | - |
| 1  | Brasilien   | 2 | 1 | 1 | 0 | 2  | 1  | +1 | 3 |
| 2  | Östtyskland | 2 | 1 | 1 | 0 | 1  | 0  | +1 | 3 |
| 3  | Spanien     | 2 | 0 | 0 | 2 | 1  | 3  | −2 | 0 |
| 4  | Nigeria     | 0 | 0 | 0 | 0 | 0  | 0  | 0  | 0 |

Nigeria drog sig ur

## Friidrott
Herrarnas 800 meter
- Andrés Ballbé
  - Heat — 1:48,38 (→ gick inte vidare)

Herrarnas 10 000 meter
- Mariano Haro
  - Heat — 28:11,66
  - Final — 28:00,28 (→ 6:e plats)

- José Luis Ruiz
  - Heat — 31:03,43 (→ gick inte vidare)

Herrarnas 4 x 100 meter stafett
- José Luis Sánchez Paraíso, Luis Sarriá, Francisco Javier García och Javier Martínez
  - Heat — 39,93
  - Semifinal — DSQ (→ gick inte vidare)

Herrarnas maraton
- Agustin Fernández — 2:28:37 (→ 46:e plats)
- Antonio Baños — 2:31:01 (→ 51:a plats)
- Santiago Manguan — fullföljde inte (→ ingen placering

Herrarnas höjdhopp
- Juan Carrasco
  - Kval — 2,05m (→ gick inte vidare)

- Francisco Martín
  - Kval — 2,05m (→ gick inte vidare)

Herrarnas längdhopp
- Rafael Blanquer
  - Kval — 6,19m (→ gick inte vidare)

Damernas 800 meter
- Carmen Valero
  - Heat — 2:06,14 (→ gick inte vidare)

Damernas 1 500 meter
- Carmen Valero
  - Heat — 4:17,65 (→ gick inte vidare)

## Gymnastik
Herrar
- Fernando Bertrand
- Gabriel Calvo
- Juan José de la Casa

Damer
- Elisa Cabello
- Eloisa Marcos
- Mercedes Vernetta

## Judo
- José Luis de Frutos
- Juan Carlos Rodríguez

## Landhockey
Herrar
Gruppspel
| Nr | Lag          | S | V | O | F | GM | IM | MS  | P |
| -- | ------------ | - | - | - | - | -- | -- | --- | - |
| 1  | Pakistan     | 4 | 3 | 1 | 0 | 16 | 6  | +10 | 7 |
| 2  | Nya Zeeland  | 4 | 1 | 2 | 1 | 6  | 8  | −2  | 4 |
| 3  | Spanien      | 4 | 1 | 2 | 1 | 9  | 7  | +2  | 4 |
| 4  | Västtyskland | 4 | 1 | 1 | 2 | 10 | 10 | 0   | 3 |
| 5  | Belgien      | 4 | 1 | 0 | 3 | 5  | 15 | −10 | 2 |

## Ridsport
- Alfonso Segovia
- Eduardo Amorós
- José María Rosillo
- Luis Álvarez de Cervera

## Segling
- Alejandro Abascal
- Antonio Gorostegui
- Félix Anglada
- Félix Gancedo
- Humberto Costas
- Jesús Turró
- José Luís Doreste
- José María Benavides
- Juan Costas
- Pedro Luís Millet

## Simhopp
- Carmen Belén Núñez
- Conchita García
- Ricardo Camacho